# Supandi
Supandi (sinh ngày 24 tháng 5 năm 1989) là một cầu thủ bóng đá người Indonesia hiện tại thi đấu cho Deltras FC ở Indonesia Super League.